# Michie, Tennessee
Michie, Tennessee (енгл. Michie) град је у америчкој савезној држави Тенеси.

## Демографија
По попису из 2010. године број становника је 591, што је 56 (-8,7%) становника мање него 2000. године.
| Група             | 2000.       | 2010.       |
| Белци             | 626 (96,8%) | 582 (98,5%) |
| Афроамериканци    | 7 (1,1%)    | 1 (0,2%)    |
| Азијати           | 0 (0,0%)    | 2 (0,3%)    |
| Хиспаноамериканци | 11 (1,7%)   | 3 (0,5%)    |
| Укупно            | 647         | 591         |